# Dr. Eugênio
Dr. Eugênio (Campos Gerais), é um político brasileiro, filiado ao PSB. Nas eleições de 2022, foi eleito deputado estadual pelo MT.